# Мрамор (област Перник)
 Тази статия е за селото в Област Перник.  За други значения вижте Мрамор (пояснение).  
Мрамор е село в Западна България. То се намира в община Трън, област Перник.

## География
Село Мрамор се намира в планински район. Разположено на пътя за селата Горочевци и Пенкьовци и разклона за с.Кожинци. На 1 – 2 км след с.Вукан и на 10 км от гр.Трън.
Селото е разделено на следните махали (фамилии) по посока с. Вукан-Мрамор (отдясно на пътя): Долина, Лъжови, Паункови, Сарийни, Каранджулови, Вучини, Церак, Зайнни, Марчин дол, Гробища, Центъра (магазина), Тършевини, Цветкови.
Около селото се намират и следните местности: Каланьевъц, Боин кладенец, Бишчини падини, Разкръсье.

## История
В стари документи селото е отбелязвано като: Мирамор в 1453 г., 1576 г., 1624 г.; Мраморъ в 1878 г.
През 1908 година в Мрамор е основана земеделска кооперация „Последна надежда“. Към 1935 г. тя има 37 члена.
През 1985 година селото има 86 жители.

## Културни и природни забележителности
На около 2 км южно от село Мрамор, близо до пътя Трън – Пенкьовци е разположен манастирът „Света Богородица“. Храмов празник на манастира е 15 август.

## Редовни събития
Събор винаги първата събота след Богородица 15 август

## Личности
Родени в Мрамор
- Марко Николов, български революционер от ВМОРО, четник на Гроздан Рандев[9]